# 安索艾恩
安索艾恩（西班牙語：Ansoáin）是西班牙纳瓦拉的一个市镇。总面积2平方公里，总人口8095人（2001年），人口密度4048人/平方公里。